# Worthington (Massachusetts)
Worthington – miasto w Stanach Zjednoczonych, w stanie Massachusetts, w hrabstwie Hampshire.